# Liste der Gebirgspässe in Frankreich
Dies ist eine Liste der Gebirgspässe in Frankreich.

## Französische Alpenpässe
Siehe auch: Liste der Alpenpässe
| Passname                                          | Passhöhe | Département / Kanton / Staat              | Verbindung zwischen                                           | Ausbau                             | Koordinaten           | Bild                         |
| ------------------------------------------------- | -------- | ----------------------------------------- | ------------------------------------------------------------- | ---------------------------------- | --------------------- | ---------------------------- |
| Col Agnel Colle dell’Agnello                      | 2746 m   | Hautes-Alpes – Piemonte, I                | Château-Queyras – Sampeyre                                    | Straße                             | 44° 41′ N, 006° 59′ O | Col d'Agnèl                  |
| Col d’Allos                                       | 2247 m   | Alpes-de-Haute-Provence                   | Barcelonnette – Colmars                                       | Straße                             | 44° 18′ N, 006° 36′ O | Col d’Allos                  |
| Col d’Andrion                                     | 1681 m   | Alpes de Haute-Provence – Alpes-Maritimes | Pont de la Mescla – Roquebillière                             | Straße                             | 44° 00′ N, 007° 14′ O |                              |
| Col des Aravis                                    | 1486 m   | Savoie – Haute-Savoie                     | La Giettaz – La Clusaz                                        | Straße                             | 45° 52′ N, 006° 28′ O | Col des Aravis               |
| Col Bayard                                        | 1246 m   | Hautes-Alpes                              | La Fare-en-Champsaur – Gap                                    | Straße                             | 44° 37′ N, 006° 05′ O | Col Bayard                   |
| Col du Petit Saint-Bernard Kleiner Sankt Bernhard | 2188 m   | Savoie – Vallée d'Aoste, I                | Bourg-Saint-Maurice – Pré-Saint-Didier                        | Hauptstraße                        | 45° 41′ N, 006° 53′ O | Kleiner Sankt Bernhard       |
| Col de la Bonette                                 | 2715 m   | Alpes de Haute-Provence – Alpes-Maritimes | Jausiers – Saint-Étienne-de-Tinée                             | Straße                             | 44° 20′ N, 006° 48′ O | Col de la Bonette            |
| Col de Braus                                      | 1002 m   | Alpes-Maritimes                           | Sospel – L’Escarène                                           | Straße                             | 43° 52′ N, 007° 24′ O | Col de Braus                 |
| Col de la Cayolle                                 | 2326 m   | Alpes de Haute-Provence – Alpes-Maritimes | Barcelonnette – Saint-Martin-d’Entraunes                      | Straße                             | 44° 15′ N, 006° 45′ O | Col de la Cayolle            |
| Col des Champs                                    | 2087 m   | Alpes-Maritimes – Alpes-de-Haute-Provence | Colmars – Saint-Martin-d’Entraunes                            | Straße                             | 44° 11′ N, 006° 42′ O | Col des Champs               |
| Col du Chaussy                                    | 1533 m   | Savoie                                    | Saint-Martin-sur-la-Chambre – Pontamafrey-Montpascal          | Straße                             | 45° 21′ N, 006° 21′ O | Col du Chaussy               |
| Col de la Colle-Saint-Michel                      | 1431 m   | Alpes-de-Haute-Provence                   | Annot – Thorame-Haute                                         | Straße                             | 44° 03′ N, 006° 36′ O | Col de la Colle-Saint-Michel |
| Col de la Colombière                              | 1613 m   | Haute-Savoie                              | Scionzier – Le Grand-Bornand                                  | Straße                             | 46° 00′ N, 006° 29′ O | Col de la Colombière         |
| Col de la Croix de Fer                            | 2067 m   | Savoie                                    | Saint-Jean-de-Maurienne – Col du Glandon                      | Straße                             | 45° 14′ N, 006° 12′ O | Col de la Croix de Fer       |
| Col de la Croix Fry                               | 1477 m   | Haute-Savoie                              | La Clusaz – Les Clefs                                         | Straße                             | 45° 53′ N, 006° 24′ O | Col de la Croix-Fry          |
| Col de la Couillole                               | 1678 m   | Alpes-Maritimes                           | Beuil – Saint-Sauveur-sur-Tinée                               | Straße                             | 44° 06′ N, 007° 01′ O | Col de la Couillole          |
| Col du Galibier                                   | 2646 m   | Hautes-Alpes – Savoie                     | Col de Lautaret – Valloire                                    | Straße Straße-ST                   | 45° 04′ N, 006° 25′ O | Col du Galibier              |
| Col des Gets                                      | 1163 m   | Haute-Savoie                              | Taninges – Morzine                                            | Straße                             | 46° 10′ N, 006° 40′ O | Col des Gets                 |
| Col du Glandon                                    | 1924 m   | Savoie                                    | Rochetaillée – Sainte-Etienne- de-Cuines                      | Straße                             | 45° 14′ N, 006° 11′ O | Col du Glandon               |
| Col de Granon                                     | 2413 m   | Hautes Alpes                              | Chantemerle – Val-des-Prés                                    | Straße                             | 44° 58′ N, 006° 37′ O | Col de Granon                |
| Col de l’Iseran                                   | 2764 m   | Savoie                                    | Bonneval-sur-Arc – Val-d’Isère                                | Straße                             | 45° 25′ N, 007° 02′ O | Col de l’Iseran              |
| Col d’Izoard                                      | 2360 m   | Hautes-Alpes                              | Briançon – Château-Queyras                                    | Straße                             | 44° 49′ N, 006° 44′ O | Col d’Izoard                 |
| Col de Jambaz                                     | 1027 m   | Haute-Savoie                              | Bellevaux – St. Jéoire                                        | Straße                             | 46° 14′ N, 006° 31′ O |                              |
| Col de Joux Plane                                 | 1691 m   | Haute-Savoie                              | Morzine – Samoëns                                             | Straße                             | 46° 08′ N, 006° 43′ O | Col de Joux Plane            |
| Col de la Joux Verte                              | 1760 m   | Haute-Savoie                              | Morzine – Avoriaz                                             | Straße                             | 46° 12′ N, 006° 46′ O |                              |
| Col de Larche Colle della Maddalena               | 1991 m   | Alpes-de-Haute-Provence – Piemonte, I     | Jausiers – Vinadio                                            | Straße                             | 44° 25′ N, 006° 54′ O | Col de Larche                |
| Col du Lautaret                                   | 2058 m   | Hautes-Alpes                              | La Grave – Le Monêtier-les-Bains                              | Hauptstraße                        | 45° 02′ N, 006° 24′ O | Col du Lautaret              |
| Col Lebraut                                       | 1110 m   | Hautes-Alpes                              | Chorges – Barrage de Serre-Ponçon                             | Straße                             | 44° 30′ N, 006° 17′ O |                              |
| Col de la Lombarde Colle della Lombarda           | 2340 m   | Alpes-Maritimes – I                       | Isola – Ruviera                                               | Straße                             | 44° 12′ N, 007° 09′ O | Col de la Lombarde           |
| Col de la Madeleine                               | 1993 m   | Savoie                                    | Notre-Dame de Briançon – La Chambre                           | Straße                             | 45° 26′ N, 006° 23′ O | Col de la Madeleine          |
| Col Saint Martin                                  | 1500 m   | Alpes-Maritimes                           | Saint-Dalmas-le-Selvage – Saint-Martin-Vésubie                | Straße                             | 44° 04′ N, 007° 13′ O | Col St. Martin               |
| Col de Méraillet                                  | 1605 m   | Savoie                                    | Beaufort – Lac du Roselend                                    | Straße                             | 45° 42′ N, 006° 38′ O | Col de Méraillet             |
| Col du Mollard                                    | 1638 m   | Savoie                                    | Saint-Jean-de-Maurienne – Col de la Croix de Fer              | Straße                             | 45° 13′ N, 006° 20′ O | Col du Mollard               |
| Mont Cenis                                        | 2084 m   | Savoie                                    | Lanslebourg – Susa                                            | Hauptstraße Eisenbahn (aufgegeben) | 45° 16′ N, 006° 54′ O | Mont Cenis                   |
| Col des Montets                                   | 1461 m   | Haute-Savoie – Wallis, CH                 | Chamonix – Martigny                                           | Straße Eisenbahn-T                 | 46° 00′ N, 006° 55′ O | Col des Montets              |
| Col de Montgenèvre                                | 1854 m   | Hautes-Alpes                              | Briançon – Cesana Torinese                                    | Hauptstraße                        | 44° 56′ N, 006° 43′ O | Col de Montgenèvre           |
| Pas de Morgins                                    | 1369 m   | Haute-Savoie – Wallis, CH                 | Abondance – Monthey                                           | Straße                             | 46° 15′ N, 006° 51′ O | Pas de Morgins               |
| Col de la Moutière                                | 2454 m   | Alpes-Maritimes                           | Col de la Cayolle – Col de Restefond – Saint-Étienne-de-Tinée | Naturstraße                        | 44° 19′ N, 006° 48′ O | Col de la Moutière           |
| Col du Noyer                                      | 1664 m   | Hautes-Alpes                              | Dévoluy – Le Noyer                                            | Straße                             | 44° 42′ N, 005° 59′ O | Col d’Ornon                  |
| Col d’Ornon                                       | 1371 m   | Isère                                     | Le Bourg-d’Oisans – Valbonais                                 | Straße                             | 45° 01′ N, 005° 58′ O | Col d’Ornon                  |
| Col de Pontis                                     | 1301 m   | Alpes-de-Haute-Provence                   | Le Lauzet-Ubaye – Savines-le-Lac                              | Straße                             | 44° 29′ N, 006° 21′ O |                              |
| Col du Pré                                        | 1703 m   | Savoie                                    | Beaufort – Lac de Roselend                                    | Straße                             | 45° 41′ N, 006° 36′ O | Cormet de Roselend           |
| Col de la Ramaz                                   | 1559 m   | Haute-Savoie                              | Mieussy – Les Gets                                            | Straße                             | 46° 10′ N, 006° 34′ O |                              |
| Cormet de Roselend                                | 1967 m   | Savoie                                    | Beaufort – Bourg-Saint-Maurice                                | Straße                             | 45° 42′ N, 006° 42′ O | Cormet de Roselend           |
| Col de Rousset                                    | 1254 m   | Drôme                                     | Die – Vassieux-en-Vercors                                     | Straße                             | 44° 50′ N, 005° 24′ O | Col de Rousset               |
| Col des Saisies                                   | 1650 m   | Savoie                                    | Notre-Dame-de-Bellecombe – Beaufort                           | Straße                             | 45° 46′ N, 006° 32′ O | Col des Saisies              |
| Col de Sarenne                                    | 1999 m   | Isère                                     | Le Bourg-d’Oisans – Mizoën                                    | Straße                             | 45° 05′ N, 006° 09′ O | Col de Sarenne               |
| Col du Télégraphe                                 | 1566 m   | Savoie                                    | Saint-Michel-de-Maurienne – Valloire                          | Hauptstraße                        | 45° 12′ N, 006° 27′ O | Col du Télégraphe            |
| Colle di Tenda Col de Tende                       | 1871 m   | Alpes-Maritimes - Piemonte, I             | Tende – Limone Piemonte                                       | Straße Straße-T Eisenbahn-T        | 44° 09′ N, 007° 34′ O | Colle di Tenda               |
| Col de Turini                                     | 1607 m   | Alpes-Maritimes                           | Lantosque – Sospel                                            | Straße                             | 43° 59′ N, 007° 24′ O | Col de Turini                |
| Col de Valberg                                    | 1673 m   | Alpes-Maritimes                           | Guillaumes – Beuil                                            | Straße                             | 44° 05′ N, 006° 55′ O | Col de Valberg               |
| Col de Vars                                       | 2109 m   | Hautes-Alpes – Alpes-de-Haute-Provence    | Guillestre – Jausiers                                         | Straße                             | 44° 32′ N, 006° 42′ O | Col de Vars                  |

- Karte mit allen Koordinaten:
- OSM |
- WikiMap

## Französische Pässe im Jura
Weires führt 28 Pässe und Höhenstraßen im französischen Jura an. Die folgende Liste legt das Gewicht auf die Pässe, die 1000 Meter überschreiten.
| Passname                    | Passhöhe | Département / Kanton / Staat | Verbindung zwischen                         | Ausbau                | Koordinaten           | Bild               |
| --------------------------- | -------- | ---------------------------- | ------------------------------------------- | --------------------- | --------------------- | ------------------ |
| Col de Belle-Roche          | 1056 m   | Ain                          | Le Grand-Abergement – Les Neyrolles         | Straße                | 46° 07′ N, 005° 39′ O | Col de Belle-Roche |
| Col de Berentin             | 1144 m   | Ain                          | Saint-Germain-de-Joux – Le Grand-Abergement | Straße                | 46° 07′ N, 005° 41′ O | Col de Berentin    |
| Col de la Biche             | 1325 m   | Ain                          | Brénaz – Corbonod                           | Straße                | 45° 57′ N, 005° 45′ O | Col de la Biche    |
| Col de la Croix de la Serra | 1049 m   | Jura                         | Saint-Claude – Belleydoux                   | Straße                | 46° 17′ N, 005° 48′ O | Croix de la Serra  |
| Col de Cuvery               | 1178 m   | Ain                          | Ochiaz – Le Grand-Abergement                | Straße                | 46° 07′ N, 005° 44′ O |                    |
| Col de Cuvillat             | 1073 m   | Ain                          | Champdor – Le Petit-Abergement              | Straße                | 46° 02′ N, 005° 37′ O | Col de Cuvillat    |
| Col de la Faucille          | 1323 m   | Ain                          | Gex – Morez                                 | Straße                | 46° 22′ N, 006° 01′ O | Col de la Faucille |
| Col de la Givrine           | 1228 m   | Waadt, CH – Jura             | Nyon – Morez                                | Straße Schmalspurbahn | 46° 27′ N, 006° 05′ O | Col de la Givrine  |
| Col de Jougne               | 1008 m   | Doubs                        | Pontarlier – Lausanne                       | Straße                | 46° 46′ N, 006° 23′ O |                    |
| Col de Richemond            | 1036 m   | Ain                          | Injoux – Sothonod                           | Straße                | 46° 00′ N, 005° 45′ O | Col de Richemond   |
| Col des Roches              | 919 m    | Doubs – Neuenburg, CH        | Morteau – Le Locle                          | Straße-T Eisenbahn-T  | 47° 03′ N, 006° 43′ O | Col des Roches     |
| Col de la Rochette          | 1112 m   | Ain                          | Hauteville-Lompnes – Ruffieu                | Straße                | 45° 59′ N, 005° 38′ O |                    |
| Col de Sapenay              | 897 m    | Savoie                       | Cessens – Chindrieux                        | Straße                | 45° 50′ N, 005° 52′ O | Col du Sapenay     |

## Französische Pyrenäenpässe
Weires führt 168 Pässe und Höhenstraßen in den Pyrenäen an. Die folgende Liste legt das Gewicht auf die Pässe, die entweder 1500 Meter überschreiten oder in der Tour de France eine Rolle spielen.
| Passname                                             | Passhöhe | Département / Kanton / Staat           | Verbindung zwischen                        | Ausbau                                   | Koordinaten           | Bild                          |
| ---------------------------------------------------- | -------- | -------------------------------------- | ------------------------------------------ | ---------------------------------------- | --------------------- | ----------------------------- |
| Col d’Agnes                                          | 1570 m   | Ariège                                 | Aulus-les-Bains – Massat                   | Straße                                   | 42° 48′ N, 001° 22′ O | Col d’Agnès                   |
| Hourquette d’Ancizan                                 | 1564 m   | Hautes-Pyrénées                        | Payolle – Ancizan                          | Straße                                   | 42° 54′ N, 000° 18′ O | Hourquette Ancizan.JPG        |
| Col d’Ares                                           | 1513 m   | Pyrénées-Orientales – Katalonien, ES   | Prats-de-Mollo-la-Preste – Camprodon       | Straße                                   | 42° 22′ N, 002° 27′ O | Col d’Ares                    |
| Col de Portet-d’Aspet                                | 1069 m   | Midi-Pyrénées – Ariège                 | Aspet – Audressein                         | Straße                                   | 42° 57′ N, 000° 51′ O | Col de Portet-d’Aspet         |
| Col d’Aspin                                          | 1489 m   | Hautes-Pyrénées                        | Sainte-Marie-de-Campan – Arreau            | Straße                                   | 42° 57′ N, 000° 20′ O | Col d’Aspin                   |
| Col d’Aubisque                                       | 1709 m   | Pyrénées-Atlantiques                   | Laruns – Argelès-Gazost                    | Straße                                   | 42° 59′ N, 000° 20′ W | Col d’Aubisque                |
| Col Bagargui                                         | 1327 m   | Pyrénées-Atlantiques                   | Esterençuby – Larrau                       | Straße                                   | 43° 02′ N, 001° 02′ W | Col Bagargui                  |
| Port de Balès                                        | 1755 m   | Haute-Garonne                          | Mauléon-Barousse – Bagnères-de-Luchon      | Straße                                   | 42° 52′ N, 000° 30′ O | Port de Balès                 |
| Col de Burdincurutcheta                              | 1135 m   | Pyrénées-Atlantiques                   | Mendive – spanische Grenze                 | Straße                                   | 43° 04′ N, 001° 05′ W | Col de Burdincurutcheta       |
| Col de la Core                                       | 1395 m   | Ariège                                 | Les Bordes-sur-Lez – Seix                  | Straße                                   | 42° 52′ N, 001° 06′ O | Col de la Core                |
| Port d’Envalira                                      | 2407 m   | Ariège – Andorra                       | Ax-les-Thermes – Andorra la Vella          | Straße Straße-T                          | 42° 32′ N, 001° 43′ O | Port d’Envalira               |
| Col du Calvaire de Font-Romeu                        | 1836 m   | Pyrénées-Orientales                    | Mont-Louis – Ur                            | Straße                                   | 42° 31′ N, 002° 03′ O | Col du Calvaire de Font-Romeu |
| Col de Jau                                           | 1506 m   | Pyrénées-Orientales                    | Sainte-Colombe-sur-Guette – Mosset         | Straße                                   | 42° 41′ N, 002° 15′ O | Col de Jau                    |
| Port de Larrau Uthurzéhétako-Lépoua Puerto de Larrau | 1585 m   | Pyrénées-Atlantiques – Navarra, ES     | Larrau – Ochagavía                         | Straße                                   | 42° 58′ N, 001° 00′ W | Port de Larrau                |
| Port de Lers Col de Massat                           | 1517 m   | Midi-Pyrénées                          | Vicdessos – Aulus-les-Bains                | Straße                                   | 42° 48′ N, 001° 25′ O | Port de Lers                  |
| Coll de la Llose                                     | 1861 m   | Pyrénées-Orientales                    | La Llagonne – Olette                       | Straße                                   | 42° 32′ N, 002° 09′ O | Coll de la Llose              |
| Col de Marie-Blanque                                 | 1035 m   | Pyrénées-Atlantiques                   | Escot – Bielle                             | Straße                                   | 43° 04′ N, 000° 30′ W | Col de Marie-Blanque          |
| Col de Menté                                         | 1349 m   | Haute-Garonne                          | Saint-Béat-Lez – Boutx                     | Straße                                   | 42° 55′ N, 000° 46′ O | Col de Menté                  |
| Port de Pailhères                                    | 2001 m   | Ariège                                 | Ax-les-Thermes – Mijanès                   | Straße                                   | 42° 44′ N, 002° 00′ O | Port de Pailhères             |
| Col de la Perche                                     | 1581 m   | Pyrénées-Orientales                    | Mont-Louis – Bourg-Madame                  | Straße                                   | 42° 30′ N, 002° 06′ O |                               |
| Col de Peyresourde                                   | 1569 m   | Haute-Garonne – Hautes-Pyrénées        | Armenteule – Bagnères-de-Luchon            | Straße                                   | 42° 48′ N, 000° 28′ O | Col de Peyresourde            |
| Col de la Pierre Saint-Martin                        | 1760 m   | Pyrénées-Atlantiques                   | Arette – Isaba                             | Straße                                   | 42° 58′ N, 000° 46′ W | Col de la Pierre Saint-Martin |
| Col du Pourtalet                                     | 1794 m   | Pyrénées-Atlantiques – Aragonien, ES   | Laruns – Escarilla                         | Straße                                   | 42° 48′ N, 000° 25′ W | Col du Pourtalet              |
| Col du Pradel                                        | 1673 m   | Languedoc-Roussillon                   | Ax-les-Thermes – Niort-de-Sault            | Straße                                   | 42° 45′ N, 001° 56′ O | Col du Pradel                 |
| Col de Puymorens Coll Pimorent                       | 1920 m   | Pyrénées-Orientales                    | Ax-les-Thermes – Latour-de-Carol           | Straße                                   | 42° 34′ N, 001° 49′ O | Col de Puymorens              |
| Coll de la Quillana                                  | 1713 m   | Pyrénées-Orientales                    | Axat – Mont-Louis                          | Straße                                   | 42° 33′ N, 002° 07′ O |                               |
| Col du Somport Puerto de Somport                     | 1632 m   | Pyrénées-Atlantiques – Huesca, ES      | Urdos – Canfranc                           | Straße Straße-T Eisenbahn-T (aufgegeben) | 42° 48′ N, 000° 32′ W | Col du Somport                |
| Col de Soudet                                        | 1540 m   | Pyrénées-Atlantiques                   | Tardets – Arette                           | Straße                                   | 42° 59′ N, 000° 45′ W |                               |
| Col du Soulor                                        | 1474 m   | Hautes-Pyrénées – Pyrénées-Atlantiques | Argelès-Gazost – Arthez-d’Asson            | Straße                                   | 42° 58′ N, 000° 16′ W | Col du Soulor                 |
| Col du Tourmalet                                     | 2114 m   | Hautes-Pyrénées                        | Luz-Saint-Sauveur – Sainte-Marie-de-Campan | Straße                                   | 42° 55′ N, 000° 09′ O | Col du Tourmalet              |

## Französische Vogesenpässe
Weires führt 91 Pässe und Höhenstraßen in den Vogesen an.
| Passname                       | Passhöhe | Département / Kanton / Staat | Verbindung zwischen                       | Ausbau           | Koordinaten           | Bild                    |
| ------------------------------ | -------- | ---------------------------- | ----------------------------------------- | ---------------- | --------------------- | ----------------------- |
| Col Amic                       | 828 m    | Haut-Rhin                    | Goldbach-Altenbach – Soultz-Haut-Rhin     | Straße           | 47° 53′ N, 007° 08′ O | Col Amic                |
| Col du Bonhomme                | 949 m    | Haut-Rhin                    | Plainfaing – Le Bonhomme                  | Straße           | 48° 10′ N, 007° 05′ O | Col du Bonhomme         |
| Col du Bramont                 | 956 m    | Vosges – Haut-Rhin           | La Bresse – Wildenstein                   | Straße           | 48° 00′ N, 006° 57′ O | Col du Bramont          |
| Col de Bussang                 | 731 m    | Vosges – Haut-Rhin           | Bussang – Urbès                           | Straße           | 47° 53′ N, 006° 54′ O | Col de Bussang          |
| Col de la Charbonnière         | 960 m    | Bas-Rhin                     | Fouday – Breitenbach                      | Straße           | 48° 23′ N, 007° 15′ O | Col de la Charbonnière  |
| Col de Fouchy                  | 608 m    | Bas-Rhin – Haut-Rhin         | Fouchy – Lièpvre                          | Straße           | 48° 18′ N, 007° 16′ O | Col de Fouchy           |
| Col Haut de Ribeauvillé        | 742 m    | Haut-Rhin                    | Ribeauvillé – Sainte-Marie-aux-Mines      | Straße           | 48° 14′ N, 007° 14′ O | Col Haut de Ribeauvillé |
| Col du Hundsruck               | 748 m    | Haut-Rhin                    | Bourbach-le-Haut – Bitschwiller-lès-Thann | Straße           | 47° 48′ N, 007° 03′ O | Col du Hundsruck        |
| Col du Kreuzweg                | 768 m    | Bas-Rhin                     | Le Hohwald – Breitenbach (Bas-Rhin)       | Straße           | 48° 23′ N, 007° 18′ O | Col du Kreuzweg         |
| Col du Louschbach              | 978 m    | Vosges – Haut-Rhin           | Le Valtin – Le Bonhomme                   | Straße           | 48° 08′ N, 007° 04′ O | Col du Louschbach       |
| Col du Mont de Fourche         | 620 m    | Vosges – Haute-Saône         | Rupt-sur-Moselle – Corravillers           | Straße           | 47° 54′ N, 006° 39′ O | Col du Mont de Fourche  |
| Col d’Oderen                   | 884 m    | Vosges – Haut-Rhin           | Ventron – Kruth                           | Straße           | 47° 55′ N, 006° 55′ O | Col d’Oderen            |
| Col des Pandours               | 662 m    | Bas-Rhin                     | Wangenbourg-Engenthal – Oberhaslach       | Straße           | 48° 35′ N, 007° 19′ O | Col des Pandours        |
| Col du Petit Ballon            | 1163 m   | Haut-Rhin                    | Sondernach – Munster                      | Straße           | 47° 59′ N, 007° 07′ O | Col du Petit Ballon     |
| Col du Pfaffenschlick          | 375 m    | Bas-Rhin                     | Climbach – Lobsann                        | Straße           | 49° 00′ N, 007° 51′ O | Col du Pfaffenschlick   |
| Col de Sainte Marie            | 772 m    | Vosges – Haut-Rhin           | Sainte-Marie-aux-Mines – Wisembach        | Straße           | 48° 15′ N, 007° 08′ O | Col de Sainte Marie     |
| Col de Saverne Zaberner Steige | 413 m    | Vosges – Haut-Rhin           | Saverne – Phalsbourg                      | Straße Eisenbahn | 48° 45′ N, 007° 20′ O | Zaberner Steige         |
| Col de la Schlucht             | 1139 m   | Vosges – Haut-Rhin           | Xonrupt-Longemer – Soultzeren             | Straße           | 48° 04′ N, 007° 01′ O | Col de la Schlucht      |
| Col de Steige                  | 534 m    | Bas-Rhin                     | Bourg-Bruche – Steige                     | Straße           | 48° 22′ N, 007° 12′ O | Col de Steige           |
| Col d’Urbeis                   | 602 m    | Bas-Rhin                     | Lubine – Fouchy                           | Straße           | 48° 17′ N, 007° 11′ O | Col d’Urbeis            |
| Col de Valsberg                | 652 m    | Bas-Rhin                     | Dabo – Obersteigen                        | Straße           | 48° 39′ N, 007° 18′ O | Col du Valsberg         |

## Pässe im Zentralmassiv
Hier werden die wichtigsten Pässe im Zentralmassiv angeführt. Die Pässe über 1000 Meter sind komplett angeführt. Weires führt insgesamt 239 Gebirgspässe und Hochpunkte an.
| Passname                      | Passhöhe | Département / Kanton / Staat         | Verbindung zwischen                              | Ausbau | Koordinaten           | Bild                          |
| ----------------------------- | -------- | ------------------------------------ | ------------------------------------------------ | ------ | --------------------- | ----------------------------- |
| Col d’Aulac                   | 1228 m   | Cantal                               | Le Falgoux – Trizac                              | Straße | 45° 12′ N, 002° 35′ O |                               |
| Col de Baracuchet             | 1267 m   | Loire                                | Lérigneux – Saint-Anthème                        | Straße | 45° 35′ N, 003° 55′ O |                               |
| Col de la Croix de Bauzon     | 1308 m   | Ardèche                              | Pont-de-Labeaume – Les Chambons                  | Straße | 44° 38′ N, 004° 06′ O | Croix de Bauzon               |
| Col du Béal                   | 1390 m   | Puy-de-Dôme – Loire                  | Saint-Pierre-la-Bourlhonne – Chalmazel           | Straße | 45° 41′ N, 003° 47′ O | Col du Béal                   |
| Col de Bonnecombe             | 1340 m   | Lozère                               | Nasbinals – Les Salces                           | Straße | 44° 34′ N, 003° 08′ O | Col de Bonnecombe             |
| Croix de Boutières            | 1506 m   | Départements Ardèche und Haute-Loire | Les Estables – Croix de Volle                    | Straße | 44° 54′ N, 004° 11′ O |                               |
| Col de Cére                   | 1294 m   | Cantal                               | Le Lioran – Les Chazes                           | Straße | 45° 05′ N, 002° 44′ O |                               |
| Col de Ceyssat                | 1078 m   | Puy-de-Dôme                          | Ceyssat – la Font-de-l’Arbre                     | Straße | 45° 46′ N, 002° 57′ O | Col de Ceyssat                |
| Col du Chansert               | 1236 m   | Puy-de-Dôme                          | Saint-Pierre-la-Bourlhonne – Job                 | Straße | 45° 39′ N, 003° 47′ O |                               |
| Col de la Charme              | 1120 m   | Départements Puy-de-Dôme und Loire   | Arconsat – Saint-Priest-la-Prugne                | Straße | 45° 55′ N, 003° 43′ O |                               |
| Col de la Charousse           | 1241 m   | Départements Ardèche und Haute-Loire | Riotard – Villevocance                           | Straße | 45° 13′ N, 004° 29′ O | Col de la Charousse           |
| Col de la Croix de Chaubouret | 1201 m   | Loire                                | Saint-Étienne – Saint-Julien-Molin-Molette       | Straße | 45° 22′ N, 004° 32′ O | Col de la Croix de Chaubouret |
| Col de la Chaumoune           | 1155 m   | Puy-de-Dôme                          | Compains – Espinchal                             | Straße | 45° 25′ N, 002° 54′ O |                               |
| Col de Chemintrand            | 1029 m   | Puy-de-Dôme                          | Viverols – Tonvic                                | Straße | 45° 27′ N, 003° 51′ O |                               |
| Col des Dansadoux             | 1093 m   | Puy-de-Dôme                          | Viverols – Croix des Chaux                       | Straße | 45° 25′ N, 003° 51′ O |                               |
| Col d’Entremont               | 1210 m   | Cantal                               | Dienne – Murat                                   | Straße | 45° 09′ N, 002° 49′ O |                               |
| Col de Faubel                 | 1285 m   | Gard                                 | L’Espérou – Camprieu                             | Straße | 44° 05′ N, 003° 31′ O |                               |
| Col de la Faye                | 1019 m   | Ardèche                              | Albon-d’Ardèche – Le Cheylard                    | Straße | 44° 51′ N, 004° 27′ O |                               |
| Col de Finiels                | 1548 m   | Lozère                               | Le Bleymard – Le Pont-de-Montvert                | Straße | 44° 25′ N, 003° 46′ O | Col de Finiels                |
| Col de Guèry                  | 1268 m   | Puy-de-Dôme                          | Mont-Dore – Saulzet-le-Froid                     | Straße | 45° 37′ N, 002° 49′ O |                               |
| Col de Croix Ladret           | 1060 m   | Loire                                | Chalmazel – La Valla-sur-Rochefort               | Straße | 45° 43′ N, 003° 52′ O |                               |
| Col de Legal                  | 1231 m   | Cantal                               | Boudou – Houade                                  | Straße | 45° 04′ N, 002° 35′ O | Col de Legal                  |
| Col de la Loge                | 1253 m   | Loire                                | Chalmazel – La Chamba                            | Straße | 45° 45′ N, 003° 47′ O | Col de la Loge                |
| Col de la Loubière            | 1181 m   | Lozère                               | Lanuéjols – Bagnols-les-Bains                    | Straße | 44° 30′ N, 003° 38′ O |                               |
| Col de Meyrand                | 1371 m   | Ardèche                              | Valgorge – Les Chambons                          | Straße | 44° 36′ N, 004° 04′ O | Col de Meyrand                |
| Col de Montmirat              | 1042 m   | Lozère                               | Balsièges – Florac                               | Straße | 44° 25′ N, 003° 33′ O | Col de Montmirat              |
| Col de la Croix-Morand        | 1401 m   | Puy-de-Dôme                          | Mont-Dore – Chambon-sur-Lac                      | Straße | 45° 36′ N, 002° 51′ O | Col de la Croix-Morand        |
| Col de la Moreno              | 1062 m   | Puy-de-Dôme                          | Nébouzat – la Font-de-l’Arbre                    | Straße | 45° 44′ N, 002° 57′ O | Col de la Moreno              |
| Col de Néronne                | 1242 m   | Cantal                               | Salers – Le Falgoux                              | Straße | 45° 09′ N, 002° 36′ O | Salers mit dem Col de Néronne |
| Col de l’Œillon               | 1235 m   | Loire                                | Le Mantel – Collet de Doizieu                    | Straße | 45° 23′ N, 004° 37′ O |                               |
| Pas de Peyrol                 | 1588 m   | Cantal                               | Dienne – Mauriac – Aurillac                      | Straße | 45° 07′ N, 002° 40′ O | Pas de Peyrol                 |
| Col du Pendu                  | 1430 m   | Ardèche                              | La Chavade – Les Chambons                        | Straße | 44° 39′ N, 004° 02′ O | Col du Pendu                  |
| Col de Perjuret               | 1031 m   | Lozère                               | Meyrueis – Vébron – Cabrillac                    | Straße | 44° 12′ N, 003° 31′ O | Col de Perjuret               |
| Col de Pertuis                | 1025 m   | Haute-Loire                          | Yssingeaux – Le Puy-en-Velay                     | Straße | 45° 06′ N, 004° 03′ O |                               |
| Col du Pertus                 | 1309 m   | Cantal                               | Saint-Jaques-des-Blats – Mandailles-Saint-Julien | Straße | 45° 03′ N, 002° 40′ O | Col du Pertus                 |
| Col de Quatre Vios            | 1149 m   | Ardèche                              | Mézilhac – Saint-Pierreville – Col de la Fayolle | Straße | 44° 47′ N, 004° 24′ O |                               |
| Col de la République          | 1161 m   | Loire                                | Saint-Étienne – Bourg-Argental                   | Straße | 45° 20′ N, 004° 29′ O | Col de la République          |
| Col de la Rivière Noire       | 1005 m   | Allier und Loire                     | Saint-Nicolas-des-Biefs – La Croix du Sud        | Straße | 46° 04′ N, 003° 49′ O |                               |
| Can de la Roche               | 1237 m   | Lozère                               | Rieutort-de-Randon – Chastel-Nouvel              | Straße | 44° 36′ N, 003° 29′ O |                               |
| Col du Rouvey                 | 1244 m   | Ardèche                              | Saint-Bonnet-le-Froid – Lalouvesc                | Straße | 45° 09′ N, 004° 30′ O | Col du Rouvey                 |
| Col de la Croix Saint-Robert  | 1451 m   | Puy-de-Dôme                          | Mont-Dore – La Guièze                            | Straße | 45° 34′ N, 002° 50′ O | Col de la Croix Saint-Robert  |
| Col de la Serreyrède          | 1299 m   | Gard                                 | Valleraugue                                      | Straße | 44° 06′ N, 003° 32′ O | Col de la Serreyrede          |
| Col des Supeyres              | 1365 m   | Puy-de-Dôme                          | Valcivières – Saint-Anthème                      | Straße | 45° 36′ N, 003° 51′ O | Col des Supeyres              |
| Col des Tribes                | 1131 m   | Lozère                               | Le Bleymard – Altiér                             | Straße | 44° 29′ N, 003° 46′ O | Col des Tribes                |

## Pässe auf Korsika
Hier werden die Pässe auf Korsika angeführt. Weires führt insgesamt 60 Gebirgspässe und Hochpunkte an.
| Passname         | Passhöhe | Département / Kanton / Staat | Verbindung zwischen      | Ausbau                        | Koordinaten           | Bild             |
| ---------------- | -------- | ---------------------------- | ------------------------ | ----------------------------- | --------------------- | ---------------- |
| Col de Bavella   | 1218 m   | Corse-du-Sud                 | Zonza – Solenzara        | Straße                        | 41° 48′ N, 009° 13′ O | Col de Bavella   |
| Col de Sorba     | 1311 m   | Haute-Corse                  | Vivario – Ghisoni        | Straße                        | 42° 09′ N, 009° 11′ O |                  |
| Col de Teghime   | 536 m    | Haute-Corse                  | Piazze – Bastia – Oletta | Straße                        | 42° 41′ N, 009° 23′ O | Col de Teghime   |
| Col de Verde     | 1289 m   | Corse-du-Sud                 | Ghisoni – Cozzano        | Straße                        | 42° 02′ N, 009° 12′ O | Col de Verde     |
| Col de Vergio    | 1470 m   | Corse-du-Sud – Haute-Corse   | Evisa – Calacuccia       | Straße                        | 42° 17′ N, 008° 53′ O |                  |
| Col de Vizzavona | 1160 m   | Haute-Corse                  | Bocognano- Vivario       | Straße, Schmalspureisenbahn-T | 42° 07′ N, 009° 07′ O | Col de Vizzavona |